# 叙景詩
叙景詩とは自然の風景を歌った詩のこと。

## 概要
日本の中学校では詩の三分類として叙情詩、叙事詩とともに指導されるが、叙景詩（仮訳：scenic poetry）という分類カテゴリは西欧では一般的ではない。「叙景」という言葉は正岡子規の造語とされ、1892年（明治25年）10月に出された論考「我邦に短篇韻文の起りし所以を論ず」（『早稲田文学』）において初めて用いられたことが確認されている。
明治30年代になると叙景は短歌の創作方法として積極的に支持されるようになり、古典詩歌の解釈にも採用されるようになった。品田悦一によれば「叙景」という方法は＜日本＞という共同体を創造するナショナリズムの動きとの関わりで論じることができるとし、また藤岡作太郎によれば自然を愛し尊び、自然に親しむことの深さは日本国民の特性であるとした。
明治期の国民国家形成期において＜日本＞の輪郭は中国や西洋との差異の中から描き出されていき、他国との比較のなかで＜日本＞の独自性として創出されたのが「自然を昵愛（ジツアイ）する特性」であり、「叙景」はそのような特性をもつ＜日本＞ならではの表現方法として特筆されたのである。
「叙景」のカテゴリは詩的言語においてのみ見られるのではなく、柄谷行人は明治30年代に著された国木田独歩の「武蔵野」や「忘れ得ぬ人々」のなかに「風景の発見」があるとした。